# Apodemio
Apodemio (latino: Apodemius; ... – 361) è stato un funzionario romano.

## Biografia
Era un agens in rebus, una sorta di agente segreto, che operò durante il regno dell'imperatore romano Costanzo II (337—361) e fu coinvolto nella morte del cesare d'Oriente Costanzo Gallo.
Apodemio venne mandato assieme a Barbazione ad arrestare Gallo a Poetovio con l'ordine di portarlo a Pola, dove sarebbe stato processato. Quando Gallo venne condannato a morte da Costanzo, Apodemio, assieme a Sereniano e al notarius Pentadio, eseguì la sentenza. Si recò poi alla corte imperiale, a Mediolanum, dove fu il primo ad informare Costanzo dell'avvenuta esecuzione (che forse l'imperatore aveva tentato di fermare dopo aver cambiato idea).
In occasione della ribellione del prefetto del pretorio Claudio Silvano in Gallia (355), Apodemio venne mandato da Silvano per invitarlo a recarsi a corte, a Mediolanum. Non riuscito nel suo intento, Apodemio diffuse nella provincia la voce che Silvano, sospettato di volersi proclamare imperatore, era stato già condannato da Costanzo.
Nel 361 Costanzo II morì, e salì al trono Giuliano, fratellastro di Gallo. Il nuovo imperatore ordinò la creazione di un tribunale a Calcedonia che avesse lo scopo di giudicare i comportamenti degli ufficiali di Costanzo, in particolare riguardo alla morte di Gallo. Apodemio, che all'epoca si era già ritirato a vita privata, venne giudicato colpevole della morte di Gallo e messo a morte.